# Tchamantché
Albums de Rokia Traoré
Bowmboï
(2003) Beautiful Africa
(2013)
Tchamantché (signifiant en bambara « le point d'équilibre ») est le quatrième album de Rokia Traoré publié le 19 mai 2008 sur le label Emarcy. Cet album a valu à son auteur une Victoire de la musique dans la catégorie « Musiques du monde ».

## Titres de l'album
| No  | Titre                                        | Durée      |
| --- | -------------------------------------------- | ---------- |
| 1.  | Dounia                                       | 6 min 21 s |
| 2.  | Dianfa                                       | 4 min 33 s |
| 3.  | Zen                                          | 4 min 35 s |
| 4.  | Aimer                                        | 4 min 13 s |
| 5.  | Kounandi                                     | 5 min 24 s |
| 6.  | Koronoko                                     | 4 min 33 s |
| 7.  | Tounka                                       | 3 min 10 s |
| 8.  | Tchamantché                                  | 4 min 16 s |
| 9.  | A ou ni sou                                  | 3 min 54 s |
| 10. | The Man I Love (édition numérique seulement) | 4 min 45 s |
| 11. | Yorodjan (édition numérique seulement)       | 4 min 23 s |

## Réception du public
En France, l'album atteint la 35e place des meilleures ventes et reste 33 semaines consécutives dans le Top 200 des albums.